# ポルデノーネ
ポルデノーネ（伊: Pordenone  発音）は、イタリア共和国フリウリ＝ヴェネツィア・ジュリア州にある都市で、その周辺地域を含む約52,000人の基礎自治体（コムーネ）。ポルデノーネ県の県都で、フリウーリ地方西部の中心都市である。

## 名称
標準イタリア語以外の言語では以下の名を持つ。
- フリウリ語: Pordenon
- フリウリ語西部方言 (it) : Pordenon
- ヴェネト語: Pordenon
- ヴェネト語ポルデノーネ方言 (it) : Pordenon

## 地理

### 位置・広がり
ポルデノーネ県南東部のコムーネで、フリウーリ地方西部（タリアメント右岸 Destra Tagliamento 地方）の中心である。ポルデノーネの街は、ヴィットリオ・ヴェネトの東約27km、トレヴィーゾの北東約46km、ウーディネの西南西約46km、ヴェネツィアの北北東約64km、州都トリエステの西北西約94kmに位置する。

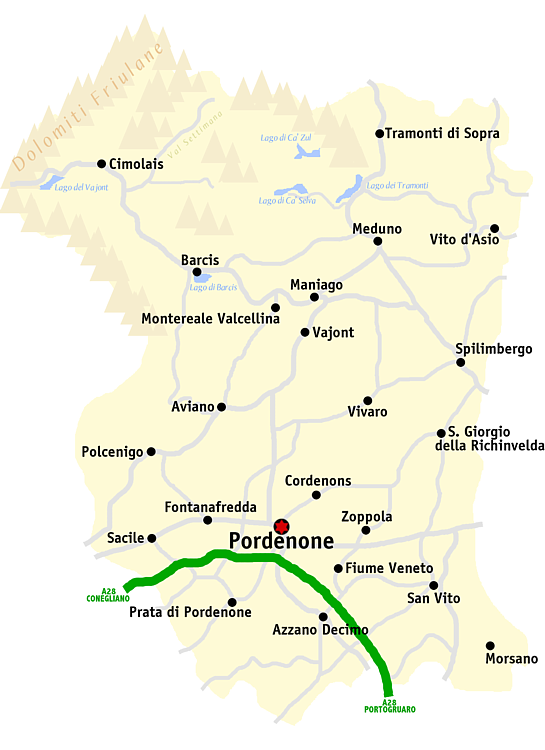
ポルデノーネ県概略図

#### 隣接コムーネ
隣接するコムーネは以下の通り。
- サン・クイリーノ - 北
- コルデノンス - 北東
- ゾッポラ - 東
- フィウーメ・ヴェーネト - 南東
- アッツァーノ・デーチモ - 南東
- パジアーノ・ディ・ポルデノーネ - 南西
- プラータ・ディ・ポルデノーネ - 南西
- ポルチャ - 西
- ロヴェレード・イン・ピアーノ - 北西

### 気候分類・地震分類
ポルデノーネにおけるイタリアの気候分類 (it) および度日は、zona E, 2459 GGである。
また、イタリアの地震リスク階級 (it) では、zona 2 (sismicità media) に分類される。

## 歴史

### 古代・中世
ポルデノーネという地名は、ラテン語でノンチェッロ川 (it:Noncello) （ラテン語: Naon）の港を意味する Portus Naonis に由来する。ローマ時代、ノンチェッロ上流のこの地域に町が築かれた。市域のトッレ地区 (it:Torre (Pordenone)) の河港を中心に、農産物や商品の集散地として機能した。トッレからは、ヴィラの遺跡が発掘されている。

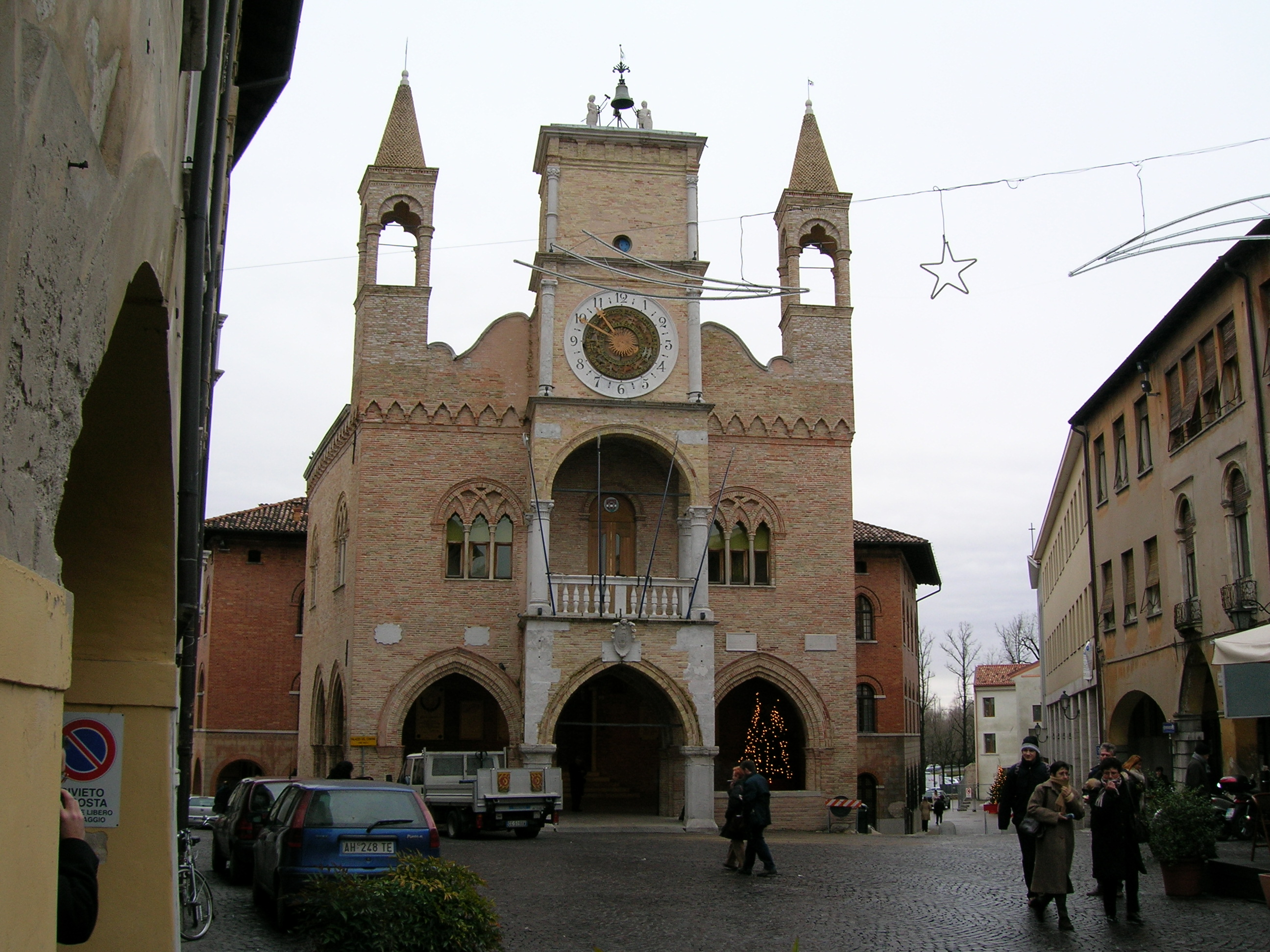
Palazzo comunale

6世紀頃には、都市の中心はより多くの貨物の輸送に適した谷あいに移動し、ノンチェッロ川右岸に発展することになる。ローマ時代から10世紀頃にかけてのこの街の歴史は、断片的ながら文書として残されている。サンマルコ大聖堂（Duomo di San Marco）や市庁舎（Palazzo comunale）周辺の地区は、フリウリ辺境伯からイタリア王となったベレンガーリオ1世の時代に、ケルンテンの人々によって、スラブ文化の影響のもとで築かれた。
11世紀から12世紀にかけて、ポルデノーネはオーストリアの大貴族たちによって支配され、のちにハプスブルク家の手にわたっている（当代のスペイン国王フアン・カルロス1世は、ポルデノーネ領主 Señor de Pordenone の称号を保有している）。現在の市域の中世における支配関係は複雑で、トッレの城と周辺地域はアクイレイア総大司教の所領となったのちプラータ領主の封土となり、その後ラゴーニャの領主に与えられた。また、ヴァッレノンチェッロの村は、ザルツブルク司教に属していた。
14世紀には、河川交易によってポルデノーネは繁栄し、1314年には都市の格が認められた。1318年8月23日には大火によって市内の木造家屋が失われた。1347年にサンマルコ大聖堂の隣に鐘楼が完成した。中世、ポルデノーネ市はたびたび疫病に見舞われており（1444年、1485年、1527年、1556年、1576年）、特に1630年には市の人口の約半数が死亡する最悪の疫病に襲われた。
1508年4月20日、ヴェネツィア共和国の傭兵隊長（コンドッティエーレ）バルトロメオ・ダルヴィアーノ (Bartolomeo d'Alviano) はポルデノーネをハプスブルク家から奪取した。このときのヴェネツィア共和国の支配はわずか2年で終わり、1509年には失陥した。しかし1514年には再びバルトロメオ・ダルヴィアーノによってヴェネツィア共和国の下に置かれることとなった。ヴェネツィアは直接統治をおこなわず、バルトロメオ・ダルヴィアーノにポルデノーネを領地をして与えた。バルトロメオが1515年に没すると、その妻であるPantasilea Baglioniや、息子のリヴィアーノによって1537年まで継承された。1537年にポルデノーネと近隣地域はヴェネツィア共和国の直接統治を受けるようになった。ヴァネツィア共和国は、ハプスブルク家統治時代にポルデノーネが獲得した特権を保障し、新しい港を建設し、製造業を強化してポルデノーネの経済を復興させた。

### 近代・現代
1797年にヴェネツィア共和国が滅亡すると、ポルデノーネはまずオーストリアへ、次いでナポレオンの手に渡った。ナポレオン没落後はウィーン会議により、ロンバルド＝ヴェネト王国の一部となり、オーストリア帝国の支配下に置かれた。オーストリアとヴェネツィアを結ぶ Pontebbana街道（現在の国道13号線）の整備や鉄道の開通（1855年）は河川交通の重要性を低下させたが、さまざまな産業が盛んとなった。1840年以降、紡績業・製紙業・製陶業の工場が開設された。
1866年、第三次イタリア独立戦争の結果としてポルデノーネはイタリア王国に編入された。1888年には電気が導入され、工場の近代化と工業生産の増加を可能にした。しかし、第一次世界大戦による破壊と1929年の綿花危機を受けて都市経済は凋落した。
第二次世界大戦後、ザヌッシ社 (Zanussi) （現在はスウェーデンに本社を置く多国籍企業エレクトロラックスの傘下）が家電メーカーとして成長し、都市の住民も増加した。
1968年、それまではウーディネ県の一部だったタリアメント川右岸地域がポルデノーネ県として分割され、ポルデノーネはその県都となった。1974年には、カトリックのコンコルディア・ポルデノーネ教区 (it:Diocesi di Concordia-Pordenone) の司教座都市となった。

## 行政

### 分離集落
ポルデノーネには、以下の分離集落（フラツィオーネ）がある。
- Borgomeduna, Comina, Rorai Grande, San Gregorio - Le Grazie, Torre, Vallenoncello, Villanova

## 社会

### 経済・産業
- 家具の生産が盛ん。

### 人口
フリウリ＝ヴェネツィア・ジュリア州では、州都トリエステ、ウーディネに次いで第三位の人口を有するコムーネである。

### 教育
1919年、ポルデノーネには神学校が置かれた。近年においては、ウーディネ大学 (it:Università degli Studi di Udine) ・トリエステ大学 (it:Università degli Studi di Trieste) およびローマのISIA (it:Istituto superiore per le industrie artistiche) をホストする大学コンソーシアムの本拠地となっている。

## 文化・観光
- ポルデノーネ無声映画祭

## 友好都市
- 大川市 （日本・福岡県）
  - 1987年9月19日 姉妹都市提携[7]

大川市とイタリアの家具工業界どうしの交流が契機。大川市から同様の家具の街であるポルデノーネに提携を打診。
- シュピッタル・アン・デア・ドラウ （オーストリア） - 1987年
- サン・マルティン（英語版） （アルゼンチン） - 2003年
- イルクーツク（ロシア） - 2005年

## 人物

### 著名な出身者
- ポルデノーネのオドリック（英語版） - 14世紀のフランチェスコ会士・宣教師、旅行家・著述家
- イル・ポルデノーネ - 16世紀の画家
- ダニエレ・モルメンティ（英語版） - カヌー・スラローム選手